# Взаимодействия
«Взаимодействия» (англ. Interactions) — второй эпизод американского мультсериала «Новые приключения Человека-паука», основанного на одноимённом персонаже комиксов Marvel, созданном Стэном Ли и Стивом Дитко. Первый показ состоялся 8 марта 2008 года.

## Сюжет
В лаборатории доктора Коннорса учёный демонстрирует своим стажёрам Питеру и Гвен Стейси новый потенциальный источник чистой энергии: генетически модифицированные угри. После ухода учеников с электриком Максом Диллоном случается несчастный случай, в ходе которого он получает сильный удар током и отправляется в больницу. Его тело излучает электрическое поле. Теперь Макс вынужден носить специальный костюм, чтобы сдерживать энергию, но его такой расклад не устраивает, и он сбегает из больницы.
Тем временем Питера назначают репетитором для Лиз Аллан. Он пытается учить её в кафе, но та переписывается с Флэшом. Там же появляется разгневанный Макс и случайно замыкает подачу электроэнергии. Когда он убегает, Питер, посчитав его опасным, преследует его в образе Человека-паука. Питеру Паркеру удаётся сфотографировать Макса и снять с него маску. Паук прозывает его Электро. Во время битвы у Питера звонит будильник, напоминающий, что нужно предупредить тётю Мэй об опоздании домой. Когда он заканчивает разговор с тётей, Макс уже скрывается.
На следующий день Питер смотрит фотографии и понимает, что они не годятся, а затем узнаёт от Гвен Стейси, кто такой Электро. Он также зовёт Лиз Аллан в лабораторию для продолжения репетиторства. Вечером Эдди и Гвен Стейси ищут способ помочь Максу, к которому тем временем приходит полиция. Он бежит от них и направляется в лабораторию. Там Электро проявляет агрессию, и Эдди отвлекает его, чтобы Питер отвёл девушек в безопасное место. Затем он возвращается в виде Человека-паука, и Макс начинает сражаться с ним. В ходе битвы они попадают на улицу под дождь, и Человек-паук замечает радиовышку рядом с бассейном: он сталкивает Электро в воду, и второй теряет сознание.
На следующий день в школе Питер разговаривает с Лиз Аллан в холле; она благодарит его за уроки, но когда подходит Флэш с компанией, она ведёт себя грубо и прогоняет Питера. В лаборатории доктор Коннорс берёт пробирку с ДНК ящерицы, которую Электро наэлектризовал во время сражения, и уходит с женой.

## Роли озвучивали
- Джош Китон — Питер Паркер (Человек-паук)
- Лейси Шабер — Гвен Стейси
- Джошуа Лебар — Флэш Томпсон
- Бен Дискин — Эдди Брок
- Джеймс Арнольд Тэйлор — Гарри Озборн
- Дебора Стрэндж — Мэй Паркер
- Криспин Фриман — Макс Диллон (Электро)
- Аланна Юбак — Лиз Аллан

## Трансляция и отзывы

Динамика оценок IGN к эпизодам 1 сезона мультсериала

Эпизод «Взаимодействия» изначально вышел в эфир 8 марта 2008 года в блоке Kids 'WB на CW Network после пилотной серии «Выживает сильнейший». Disney XD также транслировал серию 23 марта 2009 года между первым и третьим эпизодом. Первоначальная трансляция эпизода получила рейтинг Нильсена 1,4 / 4 — самый высокий рейтинг канала в 2007—2008 годах для временного интервала 10:30. Он превзошёл рейтинг предыдущего эпизода 1,2 / 3 (самый высокий для временного интервала 10:00 за те же года) и на 75 % увеличил долю зрителей в возрасте от 2 до 11 лет, а также на 200 % увеличил количество зрителей в возрасте от 2 до 5 лет. «Взаимодействия» получили самый высокий рейтинг в сезоне для детей и мальчиков в возрасте от 9 до 14 лет.
Эпизод получил неоднозначные отзывы телевизионных критиков. Эрик Гольдман из IGN посчитал, что серия «не такая сильная, как пилотная», и дал ей оценку 7,4. Критик написал, что обновлённый костюм Электро сохранил «некоторые приятные визуальные отсылки к Электро, с которым многие из нас выросли». Однако характеристика Лиз Аллан сбивала его с толку: акцент и бэкграунд персонажа неясны. Тем не менее, Гольдман похвалил юмористические сцены в эпизоде и введение экспериментов доктора Коннорса по регенерации конечностей.
Роб М. Уорли на сайте Mania написал, что Фриман «заряжает» сериал своей ролью, и отметил, что он «отходит от своего звёздного статуса в мире озвучивания аниме и видеоигр». Рецензент из DVD Talk Тодд Дуглас-младший описал дизайн Электро как «[включающий в себя] некоторые острые грани».